# Eric Van Lustbader
Œuvres principales
- Série Jason Bourne

Eric Van Lustbader, né le 24 décembre 1946 à New York, est un écrivain américain de fantasy et de thriller. 
Il a écrit Le Ninja (Pocket) et White Ninja (sa suite), autour du personnage de Nicholas Linnear, personnage à cheval entre Orient et Occident. 
Il a également donné plusieurs suites à la trilogie Jason Bourne de Robert Ludlum, après la mort de ce dernier en 2001.

## Œuvres

### SérieBravo Show
1. Le Gardien du testament, Grasset, 2008 ((en) The Testament, 2006)
2. (en) The Fallen, 2017
3. (en) Four Dominions, 2018
4. (en) The Sum of All Shadows, 2019

### SérieJack McClure
1. La Conspiration Carson, City, 2013 ((en) First Daughter, 2008)
2. La Trahison dans le sang, City, 2014 ((en) Last Snow, 2010)
3. (en) Blood Trust, 2011
4. (en) Father Night, 2012
5. (en) Beloved Ennemy, 2013

### SérieJason Bourne
1. La Peur dans la peau : L'Héritage de Bourne, Grasset, 2007 ((en) The Bourne Legacy, 2004)
2. La Trahison dans la peau : L'Empreinte de Bourne, Grasset, 2010 ((en) The Bourne Betrayal, 2007)
3. Le Danger dans la peau : La Sanction de Bourne, Grasset, 2010 ((en) The Bourne Sanction, 2008)
4. Le Mensonge dans la peau : La Ruse de Bourne, Grasset, 2011 ((en) The Bourne Deception, 2009)
5. La Poursuite dans la peau : Objectif Bourne, Grasset, 2011 ((en) The Bourne Objective, 2010)
6. La Traque dans la peau : Le Territoire de Bourne, Grasset, 2014 ((en) The Bourne Dominion, 2011)
7. L'Urgence dans la peau : L'Impératif de Bourne, Grasset, 2016 ((en) The Bourne Imperative, 2012)
8. La Revanche dans la peau : Le Châtiment de Bourne, Grasset, 2017 ((en) The Bourne Retribution, 2013)
9. La Terreur dans la peau : Le Règne de Bourne, Grasset, 2018 ((en) The Bourne Ascendancy, 2014)
10. (en) The Bourne Enigma, 2016
11. (en) The Bourne Initiative, 2017

### SérieEvan Ryde
- The Nemesis Manifesto (2020)
- The Kobalt Dossier (2021)

### Romans indépendants
- Cœur noir, Acropole, 1984 ((en) Black Heart, 1983)
- Le Ninja, Pocket, 1988 ((en) The Ninja, 1980)
- Baiser mortel, Acropole, 1991 ((en) French Kiss, 1988)
- Tableau de famille, Rivages, 2007 ((en) Art Kills, 2001)